# Viguzzolo
Viguzzolo (piemontiul: Vigseu) település Olaszországban, Piemont régióban, Alessandria megyében. Lakosainak száma 3036 fő (2023. január 1.). Viguzzolo Berzano di Tortona, Casalnoceto, Castellar Guidobono, Pontecurone, Tortona, Sarezzano és Volpeglino községekkel határos.

## Népesség
A település lakossága az elmúlt években az alábbi módon változott:
| Lakosok száma | 3160 | 3143 | 3036 |
|               | 2017 | 2018 | 2023 |